# أندي ليلا
أندي ليلا (بالألبانية: Andi Lila) (12 فبراير 1986 في كافايه في ألبانيا – )؛ هو لاعب كرة قدم كان يلعب كمدافع. يلعب مع منتخب ألبانيا لكرة القدم منذ عام 2007.

## وصلات خارجية
أندي ليلا على موقع الاتحاد الدولي (مؤرشف)  (الإنجليزية)
- أندي ليلا على موقع الاتحاد الأوربي (الإنجليزية)
- أندي ليلا على موقع قاعدة بيانات كرة القدم.إي يو (الإنجليزية)
- أندي ليلا على موقع ناشيونال فوتبول تيمز (الإنجليزية)
- أندي ليلا على موقع Soccerbase.com (لاعب) (الإنجليزية)
- أندي ليلا على موقع Soccerway.com (الإنجليزية)
- أندي ليلا على موقع عالم كرة القدم.نت (الإنجليزية)
- أندي ليلا على موقع AS.com (الإسبانية)